# Re-Evolution
Re-Evolution è il quinto album della band finlandese symphonic metal Amberian Dawn.
Questo album contiene canzoni tratte dai quattro album precedenti: River of Tuoni (2008), The Clouds of Northland Thunder (2009), End of Eden (2010) e Circus Black (2012), rimasterizzate con la nuova cantante Päivi "Capri" Virkkunen.

## Tracce
1. Valkyries – 3:28
2. Incubus – 5:03
3. Kokko - Eagle of Fire – 3:18
4. Lily of the Moon – 4:08
5. Come Now Follow – 3:47
6. Crimson Flower – 4:23
7. Circus Black – 3:48
8. Lost Soul – 3:41
9. Cold Kiss (feat. Timo Kotipelto) – 3:29
10. River of Tuoni – 2:59
11. Charnel's Ball – 4:30

## Formazione
Gruppo
- Päivi "Capri" Virkkunen – voce
- Tuomas Seppälä – tastiere, chitarra, basso nelle tracce 1, 2, 3, 5, 8, 10
- Joonas Pykälä-aho – batteria
- Emil Pohjalainen – chitarra
- Kimmo Korhonen – chitarra

Altri musicisti
- Heikki Saari - batteria nella tracce 4,6,7,9,10,11
- Jukka Koskinen - basso nelle tracce 4,6,7,9,11